# Шахбазян, Гайк Хачатурович
Гайк Хачатурович Шахбазян (21 января [9 января] 1896, Паник — 10 сентября 1982, Киев) — советский ученый-гигиенист, профессор, член-корреспондент Академии медицинских наук СССР (с 1957 года).

## Биография

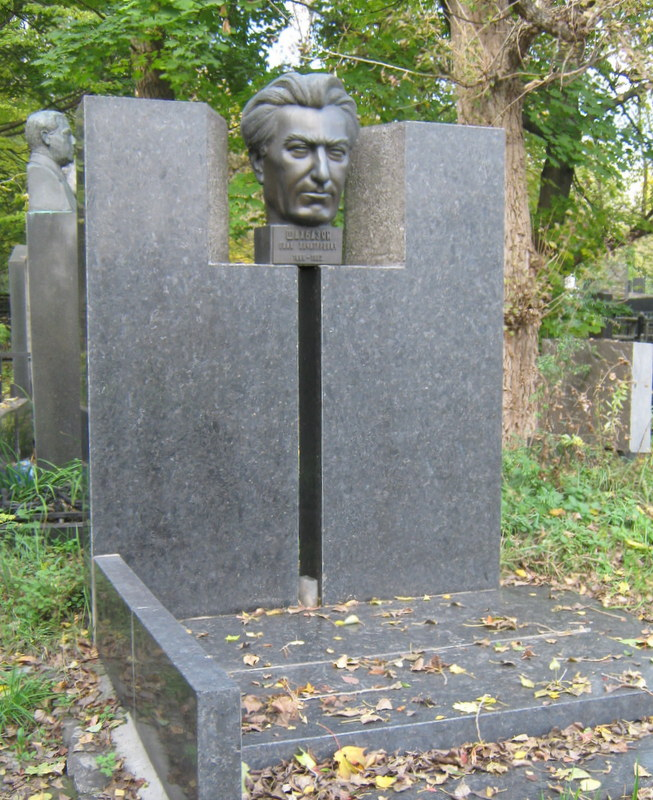

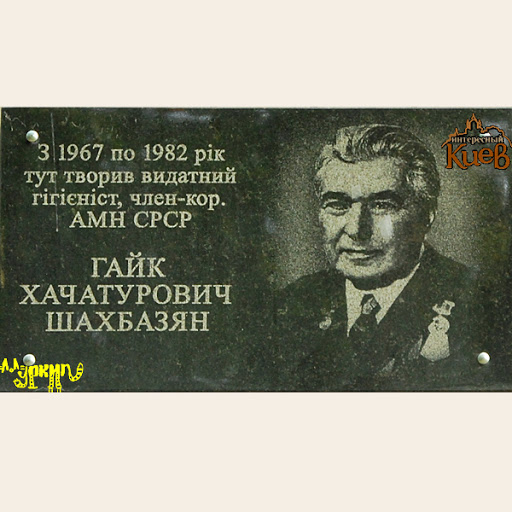

Родился 9 (21 января) 1896 года в селе Паник Сурмалинского уезда Эриванской губернии (ныне территория Турции). В 1925 году окончил Киевский медицинский институт. Член ВКП(б) с 1940 года.
В 1928-1952 годах — сотрудник Украинского научно-исследовательского института гигиены труда и профзаболеваний в Киеве и его директор в 1939-1941 и 1946-1952 годах. В 1932-1952 годах работал в Киевском медицинском стоматологическом институте. С 1952 года — профессор Киевского медицинского института.
Умер 10 сентября 1982 года в Киеве. Похоронен на Байковом кладбище (участок № 33).

## Труды
Автор более 200 научных трудов, в том числе 8 монографий. Труда посвящена вопросам оздоровления микроклимата на производстве и влияние на организм рабочих производственных факторов малой интенсивности и тому подобное.
Под его руководством подготовлено 10 докторских и 23 кандидатские диссертации.

## Награды
Заслуженный деятель науки УССР (с 1966 года). Награждён орденами Трудового Красного Знамени, «Знак Почета».

## Память
1 февраля 2007 года в Киеве, на фасаде одного из корпусов Национального медицинского университета имени Александра Богомольца по проспекту Победы, 34, где с 1967 по 1982 год работал ученый, установлена гранитная мемориальная доска